# Zero Time Dilemma
Zero Escape 3, även känt som Zero Escape: Volume 3, är ett datorspel i genrerna äventyr  och visuell roman, som utvecklas av Spike Chunsoft under regi av Kotaro Uchikoshi. Det planeras ges ut av Aksys Games i Nordamerika och Europa under andra eller tredje kvartalet år 2016[uppföljning saknas] till Nintendo 3DS och Playstation Vita. Spelet planeras bli den tredje och avslutande delen i Zero Escape-serien, som också består av 999: Nine Hours, Nine Persons, Nine Doors och Virtue's Last Reward.

## Spelupplägg
Zero Escape 3 är ett datorspel i genrerna äventyr och visuell roman. Liksom de två föregående delarna i serien kommer spelet att vara indelat i berättelsesektioner och sektioner där spelaren löser pussel.

## Handling
I Zero Escape 3 finner sig en grupp personer i en testanläggning avsedd för att testa logistiken kring en koloni på planeten Mars, samt psykologin kring vad som händer mellan personerna i den avstängda koloni-miljön. Spelet utspelar sig vid en tidpunkt mellan 999 och Virtue's Last Reward. I spelet finns det liksom i de två föregående delarna ett Nonary Game - ett spel på liv och död med nio-tal som tema, som spelfigurerna måste ta sig genom. I Zero Escape 3:s Nonary Game är nio figurer fördelade mellan tre platser. Berättelsen innehåller flera olika slut.
Berättelsen kommer att ta upp mysterierna kring Radical-6-viruset och Virtue's Last Reward-figuren Phi (ファイ Fai?). Bland andra figurer finns 999:s huvudperson Junpei Tenmyouji (天明寺 淳平 Tenmyouji Junpei?) som deltar i Zero Escape 3:s Nonary Game, och Diana (ディアーナ Diāna?), en figur som enbart framträdde som en röst på en inspelning i Virtue's Last Reward; i Zero Escape 3 möter hon Virtue's Last Rewards huvudfigur Sigma Klim (シグマ・クライム Shiguma Kuraimu?), som senare använder henne som bas för den artificiella intelligensen Luna. Det kommer även att avslöjas vad som händer 999-figurerna Snake (ニルス Nirusu?), Santa (サンタ?) och Ace (一宮 Ichinomiya?) efter slutet på 999.

## Utveckling
Spelet utvecklas av Spike Chunsoft, med lokalisering av Aksys Games samtidigt med utvecklingen. Spelet skrivs av Kotaro Uchikoshi, medan designen av spelets pussel görs av annan personal; Uchikoshi ser hur det går med pusseldesignen då och då, men är annars inte direkt involverad i den. Det planeras finnas möjlighet att välja mellan att spela med japanska eller engelska röster.
[uppföljning saknas]
Uchikoshi skriver spelets manus tillsammans med två författare som hjälper honom med brainstorming, med att inse vilka delar av manuset som inte fungerar så bra, och med att göra berättelsen mer intressant. Berättelsens huvudtema är moral; enligt Uchikoshi kommer spelares "tankesätt, värderingar och dygder att skakas om under spelets gång". Det kommer även att ha större fokus på filosofi än vad tidigare spel i serien hade. Medan föregångaren Virtue's Last Reward slutade med en cliffhanger, har Uchikoshi för avsikt att avsluta Zero Escape-berättelsen i Zero Escape 3 och ge svar på alla mysterier som lämnades olösta i Virtue's Last Reward samt alla mysterier som tas upp i Zero Escape 3. Enligt Uchikoshi kan han dock inte förneka att det kan komma "nya incidenter" om spelare frågar efter det.
Zero Escape 3 avslöjades först av Uchikoshi i en intervju i september 2012 i den amerikanska speltidningen Nintendo Power. Han berättade att det fanns en möjlighet att utöver bärbara konsoler också utveckla Zero Escape 3 till mobiltelefoner och surfplattor, och att de på grund av budgetbegränsningar skulle behöva använda 3D-modeller istället för animerade två-dimensionella sprites, men också att de för tillfället funderade på att ha animerade "events" i spelet, istället för de stillbilder som används i 999 och Virtue's Last Reward. I februari 2013 sade Uchikoshi att han skulle vilja släppa nyheter om Zero Escape 3 innan årets slut, men att det fanns vissa hinder som måste överkommas först. Den 27 juni 2013 sade han att berättelsen var färdigplanerad, men att spelet fortfarande inte hade börjat produceras.

### Avbrott och återupptagande
I januari 2014 svarade Uchikoshi på frågor att "det finns många saker vi måste överväga. När det har lugnat sig, ska jag berätta för er om det", och bad om ursäkt för väntan på uppföljaren. Den 13 februari 2014 tillkännagav Uchikoshi att utvecklingen av Zero Escape 3 hade avbrutits på obestämd tid, eftersom de två första spelen inte hade sålt tillräckligt bra i Japan för att det tredje spelet skulle beräknas vara lönsamt. Han sade också att han inte hade gett upp, och föreslog att om ett av hans framtida spel blir en succé, skulle det kunna få upp intresset för Zero Escape-serien i Japan. Slutligen sade han att han har undersökt crowdfunding-sidor såsom Kickstarter, men att "idén inte riktigt är övertygande nog", och att han för tillfället letade efter möjligheter med investerare för att finansiera utvecklingen. Den 17 februari 2014 sade Uchikoshi att Spike Chunsoft "överväger olika saker för tillfället" vad gäller Zero Escape 3:s finansiering.

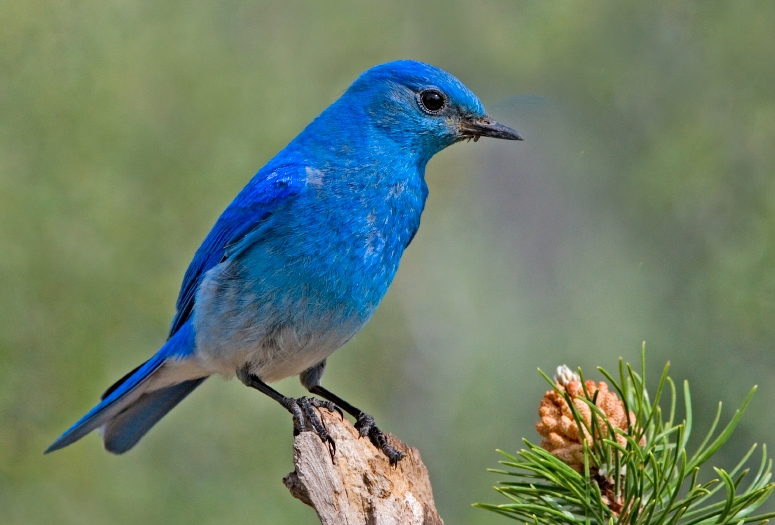
Operation Bluebird använde en bergsialia, en så kallad "bluebird", som sin symbol.

Som svar på nyheterna om att utvecklingen av Zero Escape 3 hade avbrutits startades "Operation Bluebird", en fankampanj för att öka intresset för spelserien och stödja utvecklingen av uppföljaren, och som stöds av Uchikoshi, och fick uppmärksamhet av spelnyhetssidor på internet. Zero Escape-seriens engelskspråkiga lokaliseringsredaktör Ben Bateman sade i juli 2014 att han inte var i en position där han kunde påverka beslut om utvecklingen, men att det fanns flera personer som var involverade i den typen av beslut, som var intresserade av att återuppta utvecklingen och som försökte få det att ske. I oktober 2014 registrerade Spike Chunsoft "Zero Escape" som ett varumärke i USA och Europa. Den 27 december 2014 presenterade den japanska spelnyhetssidan 4gamer resultaten från en enkät de hade anordnat för personer i den japanska datorspelsbranschen, där de bad dem att ge några avslutande tankar för året; Uchikoshi sade att "det ser ut som om 2015 kommer att bli året då allt jag har byggt upp till under åren kommer att komma ihop och släppas ut i världen". Den 18 mars 2015 lanserade Aksys en teaser-webbsida vid namn 4infinity.co, som enbart innehöll siffrorna "0303" i ett typsnitt som liknade det i 999:s logotyp. Sidan räknade ned och nådde noll den 3 juli 2015, då Aksys tillkännagav att de arbetar på Zero Escape 3 i ett samarbete med Spike Chunsoft.

## Lansering
Spelet planeras ges ut av Aksys Games någon gång under andra eller tredje kvartalet 2016[uppföljning saknas] till Nintendo 3DS och Playstation Vita i Nordamerika och Europa; det planeras vara tillgängligt i både fysisk och digital form i Nordamerika, och enbart digitalt i Europa. En limited edition som inkluderar ett armbandsur planeras vara tillgänglig i Nordamerika. Det har inte tillkännagivits något japanskt släppdatum.